# Elias Magnus Fries
Elias Magnus Fries (Femsjö (Hylte), 15 augustus 1794 – Uppsala, 8 februari 1878) was een Zweeds mycoloog.
Fries werd geboren in Zweden waar hij later ging doceren in Uppsala. In 1821 publiceerde hij Systema Mycologicum (deel 1) - een van de eerste mycologische werken, en later Elenchus Fungorum. Tot het voor de mycologie belangrijke Internationaal Botanisch Congres van 1987 was zijn werk samen met Synopsis Methodica Fungorum uit 1801 van Christiaan Hendrik Persoon het uitgangspunt voor de taxonomie van de zwammen.

## Biografie
Elias Magnus Fries was de enige zoon van een dominee. Zijn vader wist bij hem al op jonge leeftijd een passie voor botanie op te wekken. Vanaf zijn twaalfde levensjaar was hij geïnteresseerd in paddenstoelen. Toen hij zeventien was kende hij al meer dan driehonderd soorten. Er wordt gezegd dat Fries Latijn eerder leerde dan Zweeds; hij had geen problemen met het lezen van de toenmalige wetenschappelijke werken over botanie, waarvan de meeste in het Latijn waren geschreven. Door het werk van  Zuid-Afrikaanse mycoloog en botanicus Persoon en andere mycologen te bestuderen leerde hij de algemene namen en beschrijvingen van veel schimmels. In die tijd was alleen Persoons kennis van paddenstoelen uitgebreider dan die van het wonderkind Fries.
Aan de universiteit van Lund behaalde Fries in 1814 de graad van doctor in de wijsbegeerte (Latijnse doctor philosophiae) en werkte daar een aantal jaren als docent. In 1820 werd hij gekozen tot lid van de Leopoldina. In 1834 verhuisde hij naar de Universiteit van Uppsala. Göran Wahlenberg (1780–1851) bekleedde daar de leerstoel botanie, Fries werd hoogleraar toegepaste economie. Na de dood van Wahlenberg in 1851 kon hij botanie voor zijn rekening nemen.
Vanaf 1821 probeerde Fries alle toen bekende schimmels te classificeren. Hij verdeelde ze aanvankelijk in vier grote geslachten, gebaseerd op de sporenvormende organen van de schimmels. Hij noemde de plaatjeszwammen Agaricus, de buisjeszwammen Boletus, de koraalzwammen Clavaria en de tandzwammen Hydnum. Later kwam er een uitgebreidere differentiatie in families en geslachten.
Fries onderscheidde soorten op basis van hun sporekleur (een macroscopisch kenmerk) en - wat revolutionair was voor taxonomie - op basis van de microscopische structuur van de sporen en hymenium. Het geslacht Hygrophorus was het eerste geslacht dat werd gescheiden van andere geslachten vanwege de ontdekking van hun bijzonder lange basidia (een microscopisch kenmerk).
Hij beschreef vele soorten paddenstoelen wetenschappelijk als eerste, waaronder de hanenkam (Cantharellus cibarius).
Fries behoorde tot tal van academies en wetenschappelijke genootschappen, waaronder de Koninklijke Zweedse Academie van Wetenschappen (sinds 1821), de Royal Society of Sciences in Uppsala (sinds 1831), de American Academy of Arts and Sciences (1849), de Russische Academie van Wetenschappen (sinds 1850), de Pruisische Academie van Wetenschappen (sinds 1854), de Kungliga Vitterhets Historie och Antikvitets Academies (sinds 1855), de Beierse Academie van Wetenschappen (sinds 1854), de Royal Society of Edinburgh (sinds 1864 ) en de Royal Society (sinds 1875). In 1847 werd hij toegelaten tot de Zweedse Academie en in 1868 ontving hij een eredoctoraat van de Universiteit van Lund.
Zijn zoon Theodor Magnus Fries (1832-1913) werd ook botanicus.

## Publicaties (selectie)
- Observationes mycologicae. (2 delen, 1815–1818).
- Systema mycologicum (3 delen, 1821–1832).
- Elenchus fungorum (1828).
- Lichenographia Europaea Reformata  (1831).
- Epicrisis systematis mycologici. (1836–1838).
- Sveriges ätlige och giftiga Svampar. (1861–1868; eetbare en giftige paddenstoelen van Zweden).
- Hymenomycetes Europaei. 1874 (Paddenstoelen [Hymenomycetidae] Europa).
- Linné, Lefnadsteckning. Stockholm 1903 (2 delen).

- Bibsys: 90198992
- Biblioteca Nacional de España: XX1275044
- Bibliothèque nationale de France: cb124877383 (data)
- Author citation (botany): Fr.
- Stuttgart Database of Scientific Illustrators 1450–1950: 1750
- Gemeinsame Normdatei: 119225298
- International Standard Name Identifier: 0000 0001 0910 8016
- Library of Congress Control Number: n79145798
- Nationale Bibliotheek van Tsjechië: mub2012692344
- Nationale bibliotheek van Australië: 36524001
- Nationale Bibliotheek van Polen: a0000001184471
- Nederlandse Thesaurus van Auteursnamen: 074050001
- Réseau des bibliothèques de Suisse occidentale: 02-A003265359
- Istituto Centrale per il Catalogo Unico: SBLV042394
- LIBRIS: 187516
- SNAC: w68w4jr8
- Système universitaire de documentation: 066887992
- Museum of New Zealand Te Papa Tongarewa: 50058
- Trove: 1271700
- Virtual International Authority File: 66568799
- WorldCat: E39PBJpjfwcfMgxpYmWXkKYgKd